# Aguares: Book of Angels Volume 23

Aguares: The Book Of Angels Volume 23 est un album de compositions de John Zorn arrangées par Roberto Rodriguez. La musique, comme sur les autres albums de Rodriguez parus sur le label Tzadik, est un mélange de musique cubaine et de tradition musicale juive. L'album a été enregistré en Israël avec des musiciens israéliens.

## Titres
| No | Titre     | Durée |
| -- | --------- | ----- |
| 1. | Ananel    | 5:59  |
| 2. | Orifiel   | 2:39  |
| 3. | Ophaniel  | 9:42  |
| 4. | Kidumiel  | 5:10  |
| 5. | Nelchael  | 9:54  |
| 6. | Psachar   | 6:51  |
| 7. | Egrumiel  | 9:21  |
| 8. | Zahabriel | 5:27  |
| 9. | Naamah    | 1:47  |

## Personnel
- Roberto Rodriguez - batterie, percussions
- Itay Abramovitz - piano
- Assaf Hakimi - contrebasse, basse électrique
- Gilad Harel - clarinette
- Jonathan Keren - alto, violon
- Salit Lahav - accordéon, flute
- Chen “Pepe” Meir - congas, chekeré
- Omri Mor - piano
- Yaron Ouzana - trombone
- Amit Sharon - dohola, doumbek, derbouka, tambour sur cadre